# NGC 7511
NGC 7511 (również PGC 70691 lub UGC 12412) – galaktyka spiralna (S?), znajdująca się w gwiazdozbiorze Pegaza. Odkrył ją Lewis A. Swift 6 września 1886 roku.